# Delta Coronae Borealis
Désignations
Delta Coronae Borealis (δ Coronae Borealis / δ CrB) est une étoile variable de la constellation de la Couronne boréale. Sa magnitude apparente varie régulièrement entre 4,57 et 4,69. D'après la mesure de sa parallaxe annuelle par le satellite Gaia, l'étoile est distante d'environ 51,3 pc (∼167 al) de la Terre. Elle se rapproche du Système solaire à une vitesse radiale de −20,4 km/s.
δ Coronae Borealis est une étoile géante à sous-géante jaune de type spectral G5III-IV Fe-1, avec la notation « Fe-1 » qui indique que son spectre présente une sous-abondance en fer. Elle est 2,4 fois plus massive que le Soleil et elle est estimée être âgée de 851 millions d'années. Son rayon est 7,4 fois plus grand que le rayon solaire, elle est environ 34 fois plus lumineuse que le Soleil et sa température de surface est de 5 180 K. Durant la plus grande partie de son existence, l'étoile était une étoile bleu-blanc de la séquence principale de type spectral B avant qu'elle n'épuise les réserves en hydrogène de son cœur. Sa luminosité et son spectre suggèrent qu'elle vient juste de passer le trou de Hertzsprung, et qu'elle vient de commencer à bruler de l'hydrogène dans une coquille autour de son noyau. C'est une importante source de rayons X en raison de sa couronne très chaude.
En 1989, il a été remarqué que la luminosité de δ Coronae Borealis n'était pas constante. Approximativement tous les 45 jours, sa magnitude apparente varie entre 4,57 et 4,69, trop faiblement pour pouvoir être détecté sans un suivi proche de l'étoile. Son état d'évolution et sa probable période de rotation indiquent que ces variations pourraient être provoquées par des zones à sa surface qui ont des taches ou des températures différentes. Cela en ferait une variable de type RS Canum Venaticorum. Cette période a depuis été affinée à 59 jours et elle est désormais acceptée comme étant la période de rotation de l'étoile.